# Кудамацу
Кудамацу (яп. 下松市 Кудамацу-си) — город в Японии, находящийся в префектуре Ямагути. Площадь города составляет 89,44 км², население — 55 135 человек (1 августа 2014), плотность населения — 616,45 чел./км².

## Географическое положение
Город расположен на острове Хонсю в префектуре Ямагути региона Тюгоку. С ним граничат города Сюнан, Хикари.

## Население
Население города составляет 55 135 человек (1 августа 2014), а плотность — 616,45 чел./км². Изменение численности населения с 1980 по 2005 годы:
| 1980 | 54 803 чел. |  |
| 1985 | 54 445 чел. |  |
| 1990 | 53 030 чел. |  |
| 1995 | 53 471 чел. |  |
| 2000 | 53 101 чел. |  |
| 2005 | 53 509 чел. |  |

## Символика
Деревом города считается восковница красная, цветком — шалфей сверкающий.